# 손해사정사
손해사정사(損害査定士, 영어: loss adjuster, claims adjuster)는 금융감독원에서 지도,감독하는 자격사로 보험사고의 손해액 및 보험금을 사정·보상하는 직무를 수행하며, 보험사고 발생시 그 손해액을 공정한 입장에서 평가하는 일을 하는 보험관련 관리자를 말한다.
표준산업분류에서는 보험 및 연금관련 서비스업으로 분류한다. 흔히 보험산정인, 보험사정인, 손해사정인으로 부르고 있다. 또한 보험가입대상과 취급하는 보험의 종류에 따라 자동차보험손해사정인, 해상보험손해사정인, 화재특종보험손해사정인으로 구분하여 부르기도 한다.

## 손해사정사 업무범위
손해사정사는 1종 화재보험과 특종보험, 2종 해상보험(선박보험, 적하보험, 항공보험, 운송보험 포함), 3종 자동차보험의 4종 제3보험(인보험)의 손해액 및 보험금 사정으로 나뉜다. 3종의 경우는 대인과 대물 손해사정인으로 구분된다.
2014년 손해사정사 자격제도가 변경되어 현재는 신체손해사정사, 재물손해사정사, 차량손해사정사로 구분된다. (이 세가지 자격을 모두 취득하게 되면 종합손해사정사가 된다. 모든 보험대상물의 손해사정이 가능하다.) 기존 1,2,3,4종 손해사정사 자격은 유지되되 기존 종별 손해사정사가 신체손해사정사 등의 변경된 손해사정사로 전환하기 위해서는 추가적인 시험을 통해 가능하다.
사고통보를 접수하면 손해발생 사실을 확인하고, 보험약관 및 관계법규 적용을 적정 여부를 판단하며, 사고특성에 따른 조사자를 선임하여 사고원인이나 손해정도, 손해액을 조사자에게 위임하거나 함께 조사한다.
조사내용을 분석·정리하여 손해액이나 보험금의 적정 가격을 결정한다. 손해사정서를 작성하여 보험회사 등에 제출한다. 의견을 진술하거나 손해사정서 내용을 보험회사와 보험계약자 등에게 설명한다.

### 판례
손해사정인이 금품을 받거나 보수를 받기로 하고 교통사고의 피해자측과 가해자가 가입한 자동차보험회사 등과 사이에서 이루어질 손해배상액의 결정에 관하여 중재나 화해를 하는 것이 손해사정인의 업무범위에 속하는 손해사정에 관하여 필요한 사항이 아니다.

## 적성 및 전망
경영학과, 경영회계정보과, 금융보험과, 금융보험학과, 법학과, 세무학과, 세무회계과, 수학과, 기타 통계학 관련학과 출신으로 사고에 대한 정확한 자료수집, 조사 및 판단능력이 요구되며 통계학적 계산을 신속하고 정확하게 할 수 있는 수리능력이 필요하다.
보험회사와 피보험자 간의 이해관계에 얽매이지 않고 공정하고 객관성 있게 업무를 수행할 수 있는 정직성과 책임감이 요구된다. 관습형과 사회형의 흥미를 가진 사람에게 적합하며, 정직성, 스트레스 감내, 신뢰, 리더십 등의 성격을 가진 사람들에게 유리하다.
손해사정사 과정을 강의하는 학원으로는 합격의법학원 등이 있다.

### 자격취득
금융감독원에서 실시하는 1차 및 2차 시험에 합격하고 일정기간의 수습을 필한 후 금융감독원에 등록함으로써 자격을 취득한다.

#### 응시자격 및 시험면제
- 1차시험 : 학력, 성별, 연령, 경력, 국적 등의 일체 제한이 없음
- 2차시험 : 당해년도 및 직전년도 손해사정사 제1차시험에 합격한 자('95년이전 합격자 포함), 금융감독원, 보험회사, 보험협회, 손해사정법인에서 손해사정업무에 5년이상 종사한 경력이 있는 자(제4종 손해사정사의 경우 생명보험회사 및 생명보험협회 근무경력은 보험업법 (법률 제 6891호, 2003.8.30시행) 부칙 제4조에 의한 업무경력만 인정되므로 2008년 8월 30일이후시험부터 대상자 발생), 국가기술자격법에 의한 자동차정비기능사 이상의 자격을 가진 자로서 제3종 대물 손해사정업무에 3년이상 종사한 경력이 있는 자
- 시험면제 : 해당기관에서 해당분야의 손해사정업무에 5년 이상 종사한 경력이 있는 자(1차시험 면제), 국가기술자격법에 의한 자동차정비기능사 이상의 자격을 가진 자로서 해당 분야의 손해사정 업무에 3년이상 종사한 경력이 있는 자, 3종 대물 1차시험 면제 국가기술자격법에 의한 자동차정비기능사 이상의 자격을 가지고 해당분야 손해사정업무에 3년이상 종사한 경력이 있는 자('03.8.30현재)로서 해당분야 손해사정업무에 7년이상 종사한 경력이 있는 자(3종 대물 2차시험 면제, 2007.8.30이후 폐지), 1차시험에 합격한 자(다음 번 시험에 한하여 1차시험 면제, 1995년이전 합격자는 계속 면제 유효)

#### 시험과목 및 방법
- 1차 시험 : 보험계약법(상법 제4편) 및 보험업법, 손해사정이론 *재물손해사정사는 공인영어성적 필수
- 시험방법 : 선택형(4지 선택형 택1)에 의하되 기입형을 병용할 수 있음
- 2차 시험(신체 손해사정사) : 의학이론, 제3보험의 이론과 실무, 책임·근로자 재해보상보험의 이론과 실무, 자동차보험의 이론과 실무(대인배상)
- 2차 시험(차량 손해사정사) :  자동차보험의 이론과 실무(대물배상), 자동차구조 이론과 실무
- 2차 시험(재물 손해사정사) : 회계원리, 해상보험의 이론과 실무, 책임/화재/기술보험 등의 이론과 실무
- 시험방법 : 논문형에 의하되 선택형 또는 기입형을 병용할 수 있음

### 합격자 결정·실무수습·등록
- 합격자 결정 : 제1차 시험은 매과목별 배점의 100분의 40이상을 득점하고, 전과목 배점합계의 100분의 60이상을 득점한 자, 제2차 시험은 매과목별 배점의 100분의 40이상을 득점하고, 전과목 배점합계의 100분의 60이상을 득점한 자(다만, 미리 선발 예정인원을 공고한 경우에는 매과목 40점이상, 전과목 평균 60점 이상 득점한 자가 선발예정인원에 미달시 매과목별 배점의 100분의 40이상을 득점한 자 중에서 전과목 총득점에 의한 고득점자순으로 선발예정인원의 범위안에서 합격자를 결정할 수 있음)
- 손해사정사가 되기 위해서는 손해사정사 자격을 취득한 후 금융감독원, 손해보험회사, 손해보험협회, 손해사정법인, 화재보험회사 등에서 6개월의 실무수습을 받아야 한다.
- 등록안내 : 보험전문인(보험계리사.손해사정사) 등록

## 참고 자료
- 「취업을 위한 자격증 42가지」, 손해사정인, 매일경제인력팀 저, 매일경제신문사(1999년, 213~217p)